# Synchlora indecora
Synchlora indecora là một loài bướm đêm trong họ Geometridae.